# エゾノコギリソウ
エゾノコギリソウは、キク科ノコギリソウ属の1種。学名はAchillea ptarmica  L. subsp.  macrocephala 。別名：オオバナノコギリソウ。

エゾノコギリソウの葉と茎

本州中部以北、北海道、千島、樺太、カムチャツカ、シベリア東部に分布する多年草で草原に生える。茎の高さは 10 - 85 cm で、葉は長楕円形から披針状線形で細かい鋸歯がある。花期は 7 - 8 月で、白色の頭花を散房状につけ、その舌状花は 2 列に並んで 12 - 19 個つく。
変種に ホソバエゾノコギリソウ Achillea ptarmica  subsp.  macrocephala  var. yezoensis がある。
画像